# Алферьевка (Пензенский район)
 Алферьевка  — село Пензенского района Пензенской области. Административный центр Алферьевского сельсовета.

## География

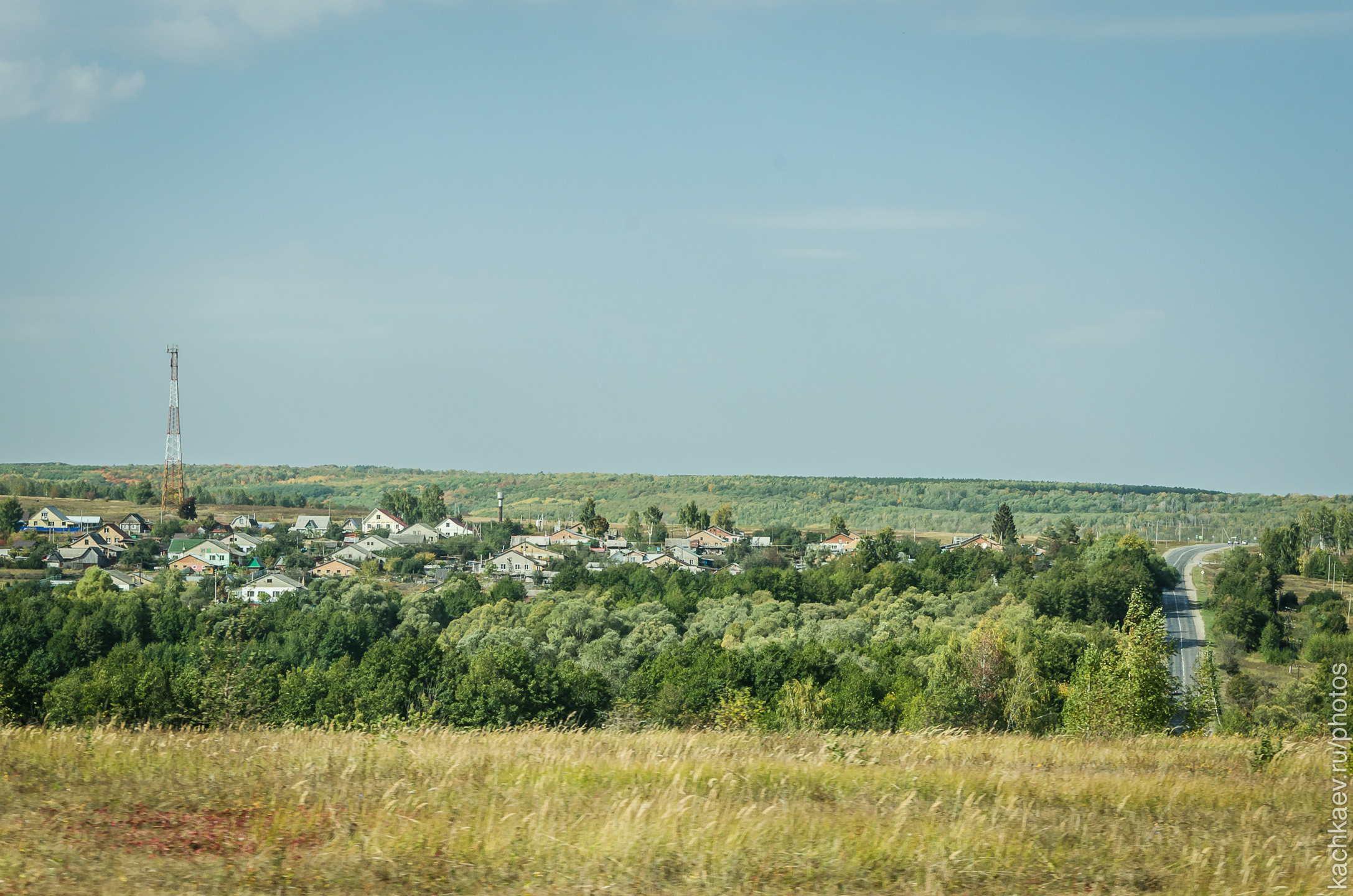
Вид на Алферьевку

Находится в центральной части Пензенской области на расстоянии приблизительно 21 км на север-север-восток от районного центра села Кондоль.

## История
Основано в конце XVII веке на земле, отказанной в 1688 году дворянину Матвею Петровичу Алферьеву. В 1723 году — деревня, 5 дворов. В 1782 году — 44 двора крестьян и 9 помещиков; при селе деревянная церковь Николая Чудотворца. В XIX веке около половины жителей — старообрядцы. В 1877 году — Валяевской волости Пензенского уезда, церковь, земская школа. В 1885 году построена деревянная церковь во имя великомученика Иоанна Воина. В 1910 году 125 дворов, земская школа, водяная мельница. В 1930 году организован колхоз «Красный животновод». В 1955 году — центральная усадьба колхоза имени Сталина. 
В 1993 году — центральная усадьба совхоза «Вязовский», в котором работало 500 человек, специализация — овоще-молочная; 4 фермерских хозяйства; фельдшерско-акушерский пункт, средняя школа, дом культуры, сельская библиотека, музей архитектуры и истории села; комбинат бытового обслуживания, 3 магазина, столовая, спортзал.

## Население
| 1782  | 1864 | 1877 | 1897 | 1910  | 1926  | 1930  |
| ----- | ---- | ---- | ---- | ----- | ----- | ----- |
| 358   | ↗406 | ↗510 | ↗628 | ↗728  | ↗945  | ↗1054 |
| 1939  | 1959 | 1970 | 1979 | 1989  | 1996  | 2002  |
| ↘704  | ↘408 | ↗467 | ↗923 | ↗1332 | ↗1491 | ↘1456 |
| 2010  |      |      |      |       |       |       |
| ↗1666 |      |      |      |       |       |       |